# عربية ألبية
عربية ألبية (الاسم العلمي: Arabis alpina) هي نوع من النباتات تتبع جنس العربية من الفصيلة الكرنبية.